# Tövsala kyrka

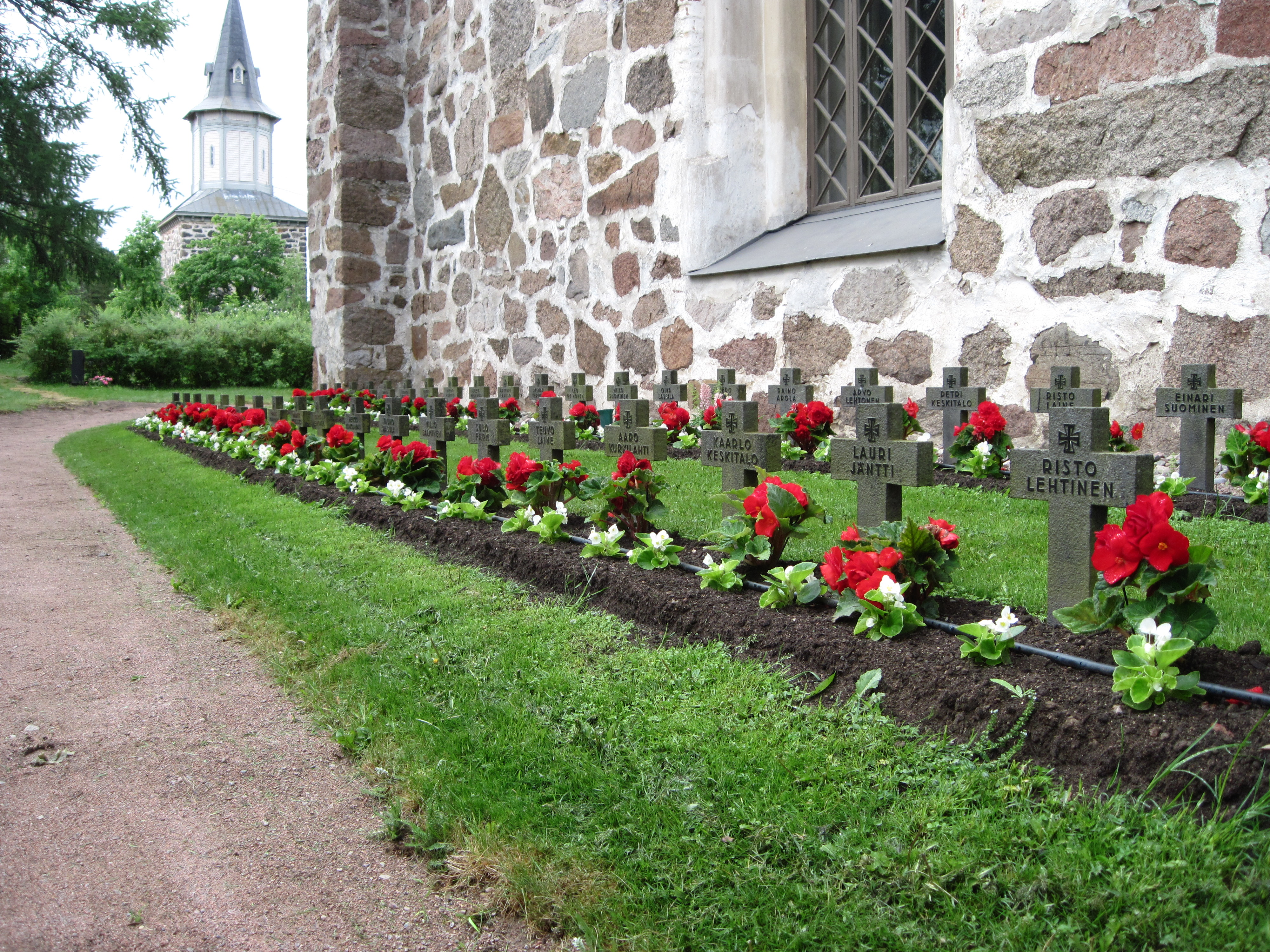
Tövsala kyrka, hjältegravarna från 1939 - 1944

Heliga Korsets kyrka (finska: Pyhän Ristin kirkko) är en medeltida gråstenskyrka i Egentliga Finland, på Kyrkholmen i Tövsala. Kyrkan byggdes troligen under perioden 1425–1440. Den har en relativt väl bevarad medeltida prägel.

## Historik
Tövsala kyrksocken torde ha tillkommit senast under 1200-talets andra kvartal. Socknen omnämns första gången år 1350. År 1554 hade socknen en kapellförsamling av medeltida ursprung i Iniö, en annan i Vartsala eller Gustavs. Församlingens första träkyrka byggdes med stor sannolikhet redan på 1200-talet. Av den medeltida inredningen finns ett altarskåp och fem träskulpturer bevarade. De har inköpts till Finlands Nationalmuseum. Krucifixet har daterats till 1300-talets början och tillskrivs gruppen kring Lundomästaren, med tanke på utförandet och kvaliteten. Kyrkans väggar pryds av kalkmålningar, varav de äldsta från tiden strax efter byggandet. Korvalvets utformning påminner om byggtekniken hos Pernåmästaren, som har formgivit flera av kyrkorna i Nyland och Kymmenedalen.
Det Heliga korsets kyrka, den gamla prästgården från år 1756 och en ny prästgård från år 1823 har av Museiverket klassats som "nationellt betydelsefull kulturmiljö".
Minnesmärket över de stupade har gjorts av Jussi Vikainen år 1952.

## Orgel
- 1767 byggde Carl Wåhlström en orgel med 11 stämmor, bihangspedal och 3 bälgar. Orgeln skänktes till kyrkan av Johan Österman. Den är byggd med en stor öppning som orgeln i Klara kyrka.[6]

| Manual                           | Pedal        |
| Kvintadena 16' (halverad stämma) | Bihangspedal |
| Principal 8'                     |              |
| Flagflöjt 8'                     |              |
| Oktava 4'                        |              |
| Spetsflöjt 4'                    |              |
| Qvinta 3' (2 2/3’)               |              |
| Octava 2'                        |              |
| Scharf III                       |              |
| Basun 16' (halverad stämma)      |              |
| Trumpet 8' (halverad stämma)     |              |
| Trumpet 4' Bas                   |              |
| Vox virginea                     |              |